# NGC 3625
NGC 3625 ist eine Balken-Spiralgalaxie vom Hubble-Typ SBb im Sternbild Großer Bär am Nordsternhimmel. Sie ist schätzungsweise 90 Millionen Lichtjahre von der Milchstraße entfernt und hat einen Durchmesser von etwa 50.000 Lichtjahren. Gemeinsam mit drei weiteren Galaxien ist sie Mitglied der NGC 3613-Gruppe (LGG 232).

Im selben Himmelsareal befindet sich u. a. die Galaxie NGC 3619.
Die Typ-Ia-Supernova SN 1983W wurde hier beobachtet.
Das Objekt wurde am 8. April 1793 von Wilhelm Herschel entdeckt.